# 구 거류지
구 거류지(일본어: 旧居留地)는 과거 안세이 5개국 조약으로 외국 치외법권이 미친 적이 있는 지역을 가리킨다. 가나가와현 요코하마시, 오사카부 오사카시, 효고현 고베시, 나가사키현 나가사키시의 거류지가 유명하다.